# Cyrtolabulus soikai
Cyrtolabulus soikai är en stekelart som beskrevs av Gusenleitner 1999. Cyrtolabulus soikai ingår i släktet Cyrtolabulus och familjen Eumenidae. Inga underarter finns listade i Catalogue of Life.